# KELT-9

Анимация системы KELT-9

KELT-9 — двойная звёздная система в созвездии Лебедя. Находится примерно в 667 световых годах от Солнца. Главный компонент — очень горячий белый карлик главной последовательности спектрального класса А или даже бело-голубой карлик класса B. Масса и радиус — 2,43 и 2,36 солнечных соответственно, температура 10710 K. Звезда имеет поверхностную гравитацию 4,09 СГС. Из-за быстрого вращения звезда приливно-деформирована, она напоминает по форме мяч для регби (если смотреть на экватор). Так, экваториальный радиус звезды в 1,089±0,017 раза больше, чем полярный, а яркость горячей полярной поверхности на 38% больше, чем холодной на экваторе.
Эффективная земная орбита вокруг этой звезды находится на расстоянии 7,28 а.е., отсюда светимость звезды превосходит солнечную в 53 раза. Второй компонент — далёкий красный карлик HD 195689 B с массой и радиусом порядка 20 % солнечных. Возраст системы всего около 300 млн лет, что очень мало по звёздным меркам.
Вокруг главного компонента системы обращается ультра-горячий юпитер KELT-9 b, который на сегодняшний день является самой горячей известной экзопланетой. Её дневная температура достигает 4600 K (4327 °С). Это горячее, чем подавляющее большинство звёзд во Вселенной (чаще всего во Вселенной встречаются красные карлики, температура поверхности у них 2250-3850 K). Этот газовый гигант горячее даже некоторых звёзд спектрального класса K. По массе планета в 2,88 раз тяжелее Юпитера, но она в 2 раза менее плотная, поэтому её также можно назвать рыхлой планетой. Низкая плотность вызвана высоким уровнем излучения от звезды. Год на этой планете длится 1,5 дня.
Aтмосфера планеты постоянно подвергается воздействию высоких уровней ультрафиолетового излучения, которое характерно для звёзд A-класса; планета может даже выбрасывать хвост из испарившегося планетарного материала, и внешне напоминать комету. Со временем звезда может полностью испарить планету. Но этот сценарий предполагает, что звезда сначала не расширится и не поглотит планету. Из-за большой массы время жизни KELT-9 намного меньше, чем у Солнца. Через несколько сотен миллионов лет KELT-9 станет красным гигантом величиной в сотни радиусов Солнца и поглотит планету.
«KELT-9 увеличится в размерах и превратится в красный гигант через несколько сотен миллионов лет». «Долгосрочные перспективы для жизни или недвижимости на KELT-9 b выглядят не очень хорошо».
 — сказал Кейван Стассун, профессор физики и астрономии в Университете Вандербильта в Нэшвилле, Теннесси, который руководил исследованием этой системы вместе со Скоттом Гауди.
KELT-9 b находится в приливном захвате со своей звездой, поэтому KELT-9 будет вечно освещать только одну сторону планеты, то есть на одной стороне будет «вечный день», а на другой — «вечная ночь». На линии терминатора KELT-9 всегда находится у горизонта, будет наблюдаться «вечный закат». Подобная ситуация наблюдается в системе Земля-Луна.
Состав атмосферы планеты неясен; такие молекулы, как вода, углекислый газ и метан, не могут образовываться на дневной стороне, потому что на неё воздействует очень много ультрафиолетового излучения. Свойства ночной стороны также загадочны — эти молекулы могут образовываться там, но, вероятно, только временно. Возможно, из-за воздействия такой яркой и горячей звезды, атмосфера планеты почти наверняка не похожа ни на одну другую известную планету.
Система также необычна тем, что её орбита планеты перпендикулярна оси вращения звезды. Это было бы аналогично движению планеты по орбите, перпендикулярной плоскости нашей Солнечной системы.

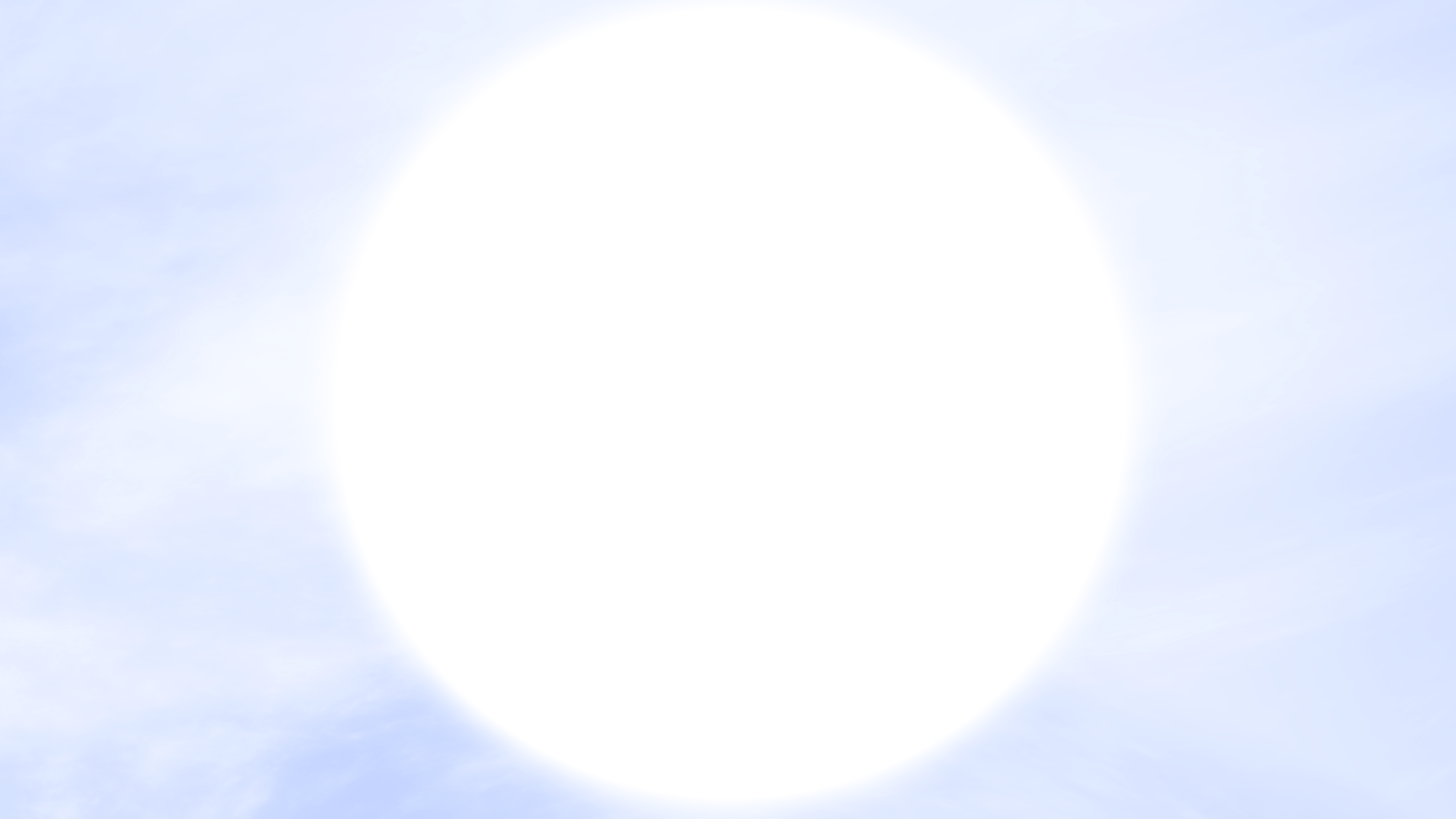
Авторское представление о KELT-9, вид с планеты

Параметры планеты:
| Планета | Масса (MJ) | Радиус (RJ) | Период обращения (дней) | Большая полуось орбиты (а. е.) | Эксцентриситет орбиты | Hаклонение орбиты планеты к экватору звезды |
| ------- | ---------- | ----------- | ----------------------- | ------------------------------ | --------------------- | ------------------------------------------- |
| A b     | 2.88       | 1.891       | 1.48                    | 0.03462                        | 0                     | 89.97±0.07                                  |